# Марабу
Марабу́ (лат. Leptoptilos) — род птиц из семейства аистовых, в который входят три вида. Название имеет арабское происхождение: словом марабут в этом языке называют мусульманского богослова. Таким образом арабы почитают марабу в качестве мудрой птицы[уточнить].

## Характеристика
Длина птиц из рода марабу варьирует от 110 до 150 см, размах крыльев — от 210 до 250 см. Верхняя часть тела и крылья у марабу чёрные, нижняя часть — белая. У основания шеи — белое жабо. Голова лысая, с крупным и толстым клювом. У взрослых птиц на груди свисает кожистый мешок. Молодые птицы менее пёстры, нежели зрелые. В отличие от остальных аистовых, марабу в полёте не вытягивают шею, а складывают её подобно цаплям.

## Поведение

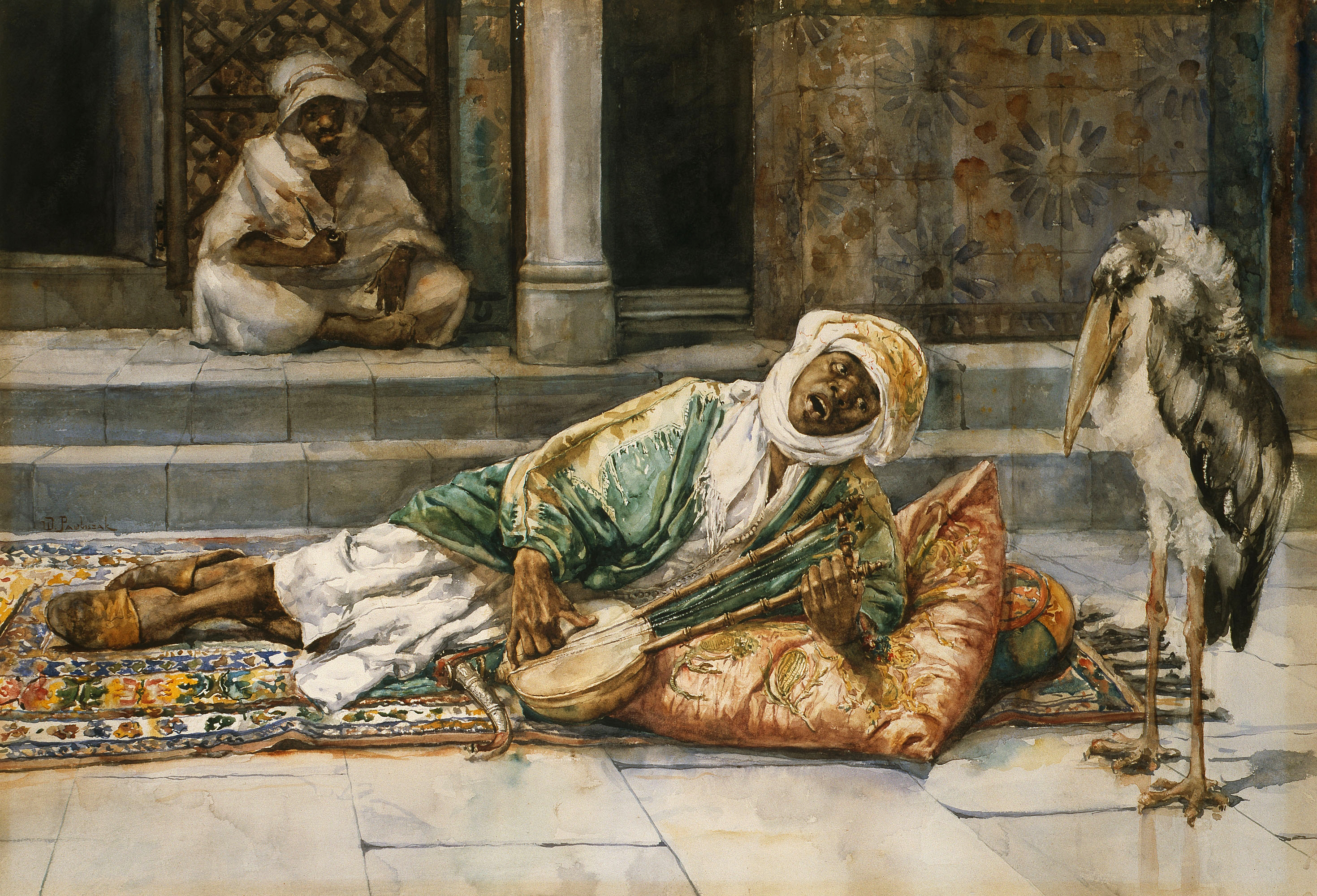
Восточная сцена с марабу. Акварель. Вацлав Павлишак, 1890-е гг. Национальный музей (Варшава)

Марабу живут большими колониями, населяют открытые саванны, кустарниковые заросли и морские побережья, появляются также в деревнях в местах сброса отходов, чтобы найти там пищу. В их питание входят падаль, а также лягушки, насекомые, птенцы, ящерицы, яйца и детёныши крокодилов, грызуны. Мощный клюв позволяет убивать небольших животных, а жабо защищает остальное оперение от гноя и крови из трупа.
Марабу может отнимать добычу у некоторых хищников, например орланов.

## Размножение
Высиживает птенцов в колониях. Гнездо птицы выкладывают внутри ветвями и листьями, его диаметр около 1 м, высота 20—30 см, во влажных регионах оно сооружается на деревьях — на высоте от 3 до 40 м над землёй . В кладке обычно 2—3 яйца. Их высиживают и самцы, и самки в течение 29—31 дня. Птенцы в возрасте от 95 до 115 дней уже полностью оперившиеся.

## Распространение
Яванский марабу (L. javanicus) и индийский марабу (L. dubius) обитают в Южной Азии, а африканский марабу (L. crumeniferus) встречается к югу от Сахары.

## Виды
Международный союз орнитологов относит к роду три вида:
- Африканский марабу (Leptoptilos crumeniferus)
- Индийский марабу (Leptoptilos dubius)
- Яванский марабу (Leptoptilos javanicus)

† Leptoptilos robustus — вымерший вид, живший 20—50 тыс. лет назад на острове Флорес. Имел 1,8 м в высоту и весил 16 кг. Описан по четырём костям нижних конечностей и фрагментам передних конечностей в пещере Лян-Буа.